# Morawa
Morawa è una città situata nella regione di Mid West, in Australia Occidentale; essa si trova 370 chilometri a nord di Perth ed è la sede della Contea di Morawa. Al censimento del 2006 contava 597 abitanti.